# Coleophora pallorella
Coleophora pallorella é uma espécie de mariposa do gênero Coleophora pertencente à família Coleophoridae.